# 格奧爾基·維塔尼迪斯
格奧爾基·維塔尼迪斯（羅馬尼亞語：Gheorghe Vitanidis，1929年10月1日—1994年11月25日）是一名羅馬尼亞電影導演。

## 作品
- 《春风野火（英语：Ciulinii Bărăganului）》（1958年）
- 《一个女人一个季节（英语：A Woman for a Season）》（1969年）
- 《1877年独立战争（羅馬尼亞語：Războiul independenţei）》（1977年）
- 《光阴（英语：The Moment (1979 film)）》（1979年）
- 《布雷比斯塔（英语：Burebista）》（1980年）
- 《银面具（羅馬尼亞語：Masca de argint）》（1985年）
- 《蓝宝石项链（羅馬尼亞語：Colierul de turcoaze）》（1986年）

## 外部連結
- Gheorghe Vitanidis在互联网电影资料库（IMDb）上的資料（英文）
- 格奧爾基·維塔尼迪斯在豆瓣上的资料（简体中文）